# Anne Sörman
Anne Ethel Ingegerd Sörman, född 14 november 1959, är en svensk författare. Hon är utbildad präst och verkar som sådan inom Svenska kyrkan. Hon har skrivit flera reportageböcker, främst om Mellanöstern, och lättlästa böcker sedan 1980-talet. Anne Sörman skrev sitt första skönlitterära verk, Han skulle bära mig, 1999.
Hennes skönlitterära böcker har haft självbiografisk prägel. Han skulle bära mig behandlar hennes erfarenhet att växa upp med en utvecklingsstörd bror, Sparka i mitt hjärta från 2004 handlar om skilsmässan från hennes första man och i boken Lega behandlas sorgen efter faderns bortgång.
År 2002 visades dokumentärfilmen I detta osköna hölje på SVT som hon gjorde tillsammans med sin make Arne Sundelin. Filmen handlade om Sveriges sista sjukhus för spetälska i Järvsö. Den följdes upp av boken Skammens hud - om spetälska i Sverige som de också skrev gemensamt.
Anne Sörman prästvigdes i Storkyrkan sommaren 2010 av biskop Eva Brunne. Sedan 2013 studerar hon på doktorandskola i ett samarbete mellan Teologiska högskolan i Stockholm och Åbo Akademi där fem präster får studera halvtid mot ersättning av Stockholms stift. Anne Sörmans forskar kring tolkningen av svåra bibeltexter.

### Samarbeten
- Med Ylva Beckman (1989). Mer än stenar: om kvinnor i det palestinska upproret : reportage. Lund: Alhambra. Libris 7766012. ISBN 91-87680-08-4
- Redaktör, med Ragnar Sjölander, David Henley, red (1989). Det palestinska upproret: desperat revolt eller folkrörelse för fred? : en sammanställning om intifadan, det palestinska upproret. Stockholm: Palestinagrupperna i Sverige. Libris 7794127. ISBN 91-971358-0-1
- Med Maria Lantz (1990). Tre dagar i Betlehem: berättelse om Ranna och hennes familj. [Lättläst]. Stockholm: Arbetarkultur. Libris 8369261. ISBN 91-7014-292-0
- Redaktör Anne Sörman, med Birgitta Lagerlöf, Ken Schubert, red (1995). Palestina: Palestinagruppernas bistånd på Västbanken, Gazaremsan och i Libanon = Development assistance on the West Bank, Gaza Strip and Lebanon provided by the Palestine Solidarity Association in Sweden. Stockholm: Palestinagrupperna i Sverige. Libris 7794128. ISBN 91-971358-2-8
- Med Erja Lempinen (1997). Fixa en fest. Stockholm: LL-förl. Libris 7777413. ISBN 91-89042-03-4
- Med Arne Sundelin (2004). Skammens hud: om spetälska i Sverige. Stockholm: Bokförl. DN. Libris 9472166. ISBN 91-7588-519-0
- Med Erja Lempinen (2006). Präst i Fruängen: med kyrkan i centrum. Mitt i Sverige [Lättläst]. Stockholm: LL-förlaget. Libris 10187281. ISBN 91-7053-086-6
- Med Birgitta Lagerlöf (2006). Dima från Shatila i Libanon. Barn i världen [Lättläst]. Stockholm: LL-förlaget. Libris 11517333
- Med Ylva Beckman (2008). Mer än stenar om kvinnor i det palestinska upproret: reportage. Enskede: TPB. Libris 12624657
- Med Vera Forsby (2009). Bakom muren: systrar i Palestina. Lättläst. Fakta. Stockholm: LL-förlaget. Libris 11480306. ISBN 9789170533037
- Med Rosemary Radford Ruether (2015) (på engelska). Until the rain: conversations with Christian Palestinian women. Oregon: Resource Publications. Libris 18102928. ISBN 9781498207003